# Olivier Casas
Pour les articles homonymes, voir Casas.
Olivier Casas est un réalisateur français.

## Biographie
Olivier Casas est diplômé de l'École nationale supérieure Louis-Lumière (« Réalisation », 2004).
Cadreur à partir de 1999 pour la télévision, puis directeur de la photographie, il passe à la réalisation de courts métrages en 2003.
Son premier long métrage, Baby Phone, sélectionné au Festival international du film de comédie de l'Alpe d'Huez, est sorti en 2017.

## Filmographie

### Courts métrages
- 2003 : Méprise de tête
- 2005 : Mise en boîte
- 2007 : Je suis femmosexuel... et toi ?
- 2010 : La Belle ou la Bête
- 2014 : Baby Phone

### Long métrage
- 2017 : Baby Phone
- 2024 : Frères